# Mont Snowdon (pays de Galles)
Pour les articles homonymes, voir Snowdon.
Vous lisez un « bon article » labellisé en 2012.  Il fait partie d'un « bon thème ».
Le mont Snowdon, toponyme anglais signifiant « la colline enneigée » et en gallois Yr Wyddfa c'est-à-dire « le tumulus », est un sommet du Royaume-Uni qui s'élève à 1 085 mètres d'altitude et qui constitue le point culminant du massif Snowdon et du pays de Galles. Il se situe dans le comté du Gwynedd, au sein du parc national de Snowdonia, créé en 1951, et de diverses autres zones de conservation destinées à protéger sa faune et sa flore rares au Royaume-Uni. C'est l'un des endroits les plus arrosés du pays. Ses roches, formées au cours de l'Ordovicien, sont d'origine volcanique et ont été fortement érodées lors des glaciations. Ainsi, ses cirques abritent plusieurs lacs glaciaires.
Le premier homme à avoir officiellement atteint le sommet est Thomas Johnson en 1639. La montagne est intensivement occupée dès le début du XIXe siècle, aussi bien pour ses ressources minières que pour le tourisme. L'ascension est devenue courante grâce à des sentiers de randonnée pédestre et à un train à crémaillère, le Snowdon Mountain Railway, d'une longueur de 7,5 kilomètres, qui fait depuis 1896 la liaison entre le sommet et le village de Llanberis, si bien que le mont Snowdon est la montagne la plus gravie de Grande-Bretagne avec 350 000 personnes au sommet chaque année. Il est également possible d'y pratiquer l'escalade. Site entouré de mythes et de magie, il est particulièrement important dans la légende arthurienne.

## Toponymie
Le terme anglais Snowdon provient du vieil anglais snaw dun, signifiant « colline enneigée » en raison des fréquentes chutes de neige qui s'y produisent.
En gallois, il est appelé Yr Wyddfa dont la traduction est « le tumulus », toponyme qui pourrait provenir de la légende selon laquelle le géant Rhitta Gawr y est enterré.

## Géographie

### Situation
Le mont Snowdon est situé dans le Nord-Ouest du pays de Galles, au Royaume-Uni, dans le comté de Gwynedd. Il se trouve à 16 kilomètres au sud-est de Caernarfon et à 18 kilomètres à l'est de la mer d'Irlande, en particulier de la baie de Caernarfon mais également à 20 kilomètres au nord-nord-est de la baie de Cardigan. Cardiff est à près de 200 kilomètres au sud-sud-est alors que Liverpool en Angleterre est à 80 kilomètres. L'altitude du sommet a été établie à 1 085 mètres, ce qui en fait le point culminant du petit massif Snowdon au sein de la région naturelle protégée de Snowdonia, dans les monts Cambriens, et également le plus haut sommet des îles Britanniques en dehors de l'Écosse,. Sa hauteur de culminance, mesurée par rapport au Ben Nevis, est de 1 038 mètres, ce qui en fait le troisième marilyn des îles Britanniques, derrière le Ben Nevis et le Càrn Eige en Écosse et à égalité avec le Carrauntuohil en Irlande.
Le sommet offre un des plus vastes panoramas des îles Britanniques. Par temps exceptionnellement clair, il est possible d'apercevoir les côtes d'Irlande, d'Écosse, d'Angleterre et de l'île de Man ; 29 lacs et 17 îles sont visibles ; enfin, il est possible de balayer du regard 24 comtés du Royaume-Uni et d'Irlande. La ligne de visée théorique reliant le Snowdon au Merrick, dans le Sud de l'Écosse, est la plus longue des îles Britanniques avec 232 kilomètres.

### Topographie

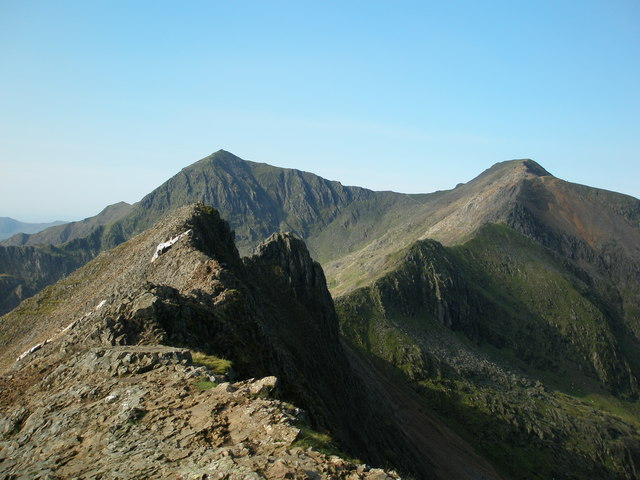
Vue de l'arête acérée du Crib Goch au premier plan avec le pic pyramidal du Snowdon en arrière-plan.

Le Snowdon et les sommets alentour sont parfois décrits comme de « vrais exemples de topographie alpine ». Le mont Snowdon et le Garnedd Ugain sont entourés de cirques glaciaires et de vallées en auge qui ont été creusés par les glaciations. L'érosion glaciaire dans les cirques adjacents a créé l'arête du Crib Goch, l'arête orientale du Garnedd Ugain appelée Crib Y Ddysgl et celle du Y Lliwedd, ainsi que le pic pyramidal du Snowdon lui-même. Les autres formes de paysage en milieu glaciaire observables autour du Snowdon incluent des roches moutonnées, des blocs erratiques et des moraines.

### Hydrographie

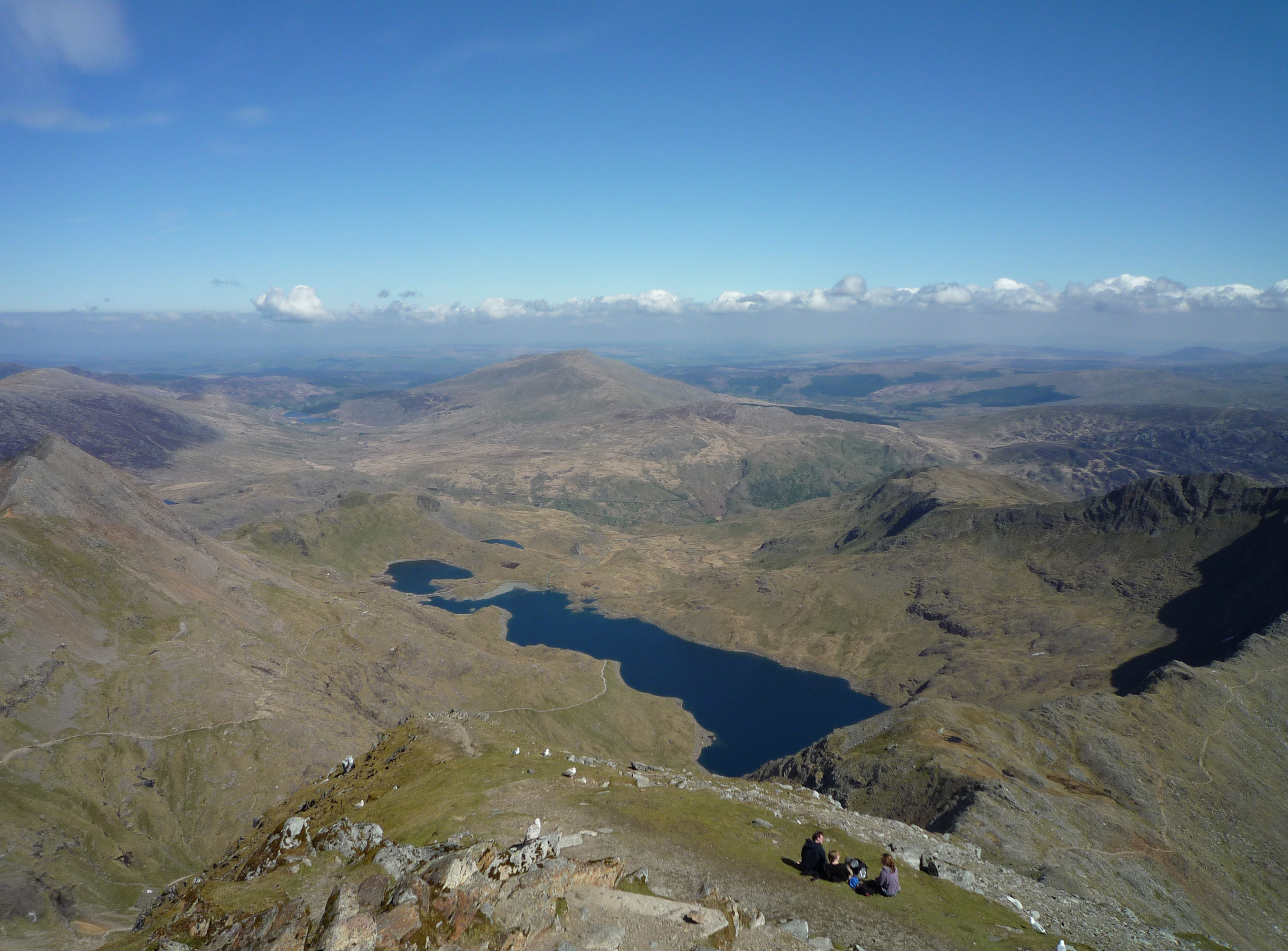
Vue du Llyn Llydaw, le plus étendu et le plus profond des lacs glaciaires du massif Snowdon, depuis le sommet.

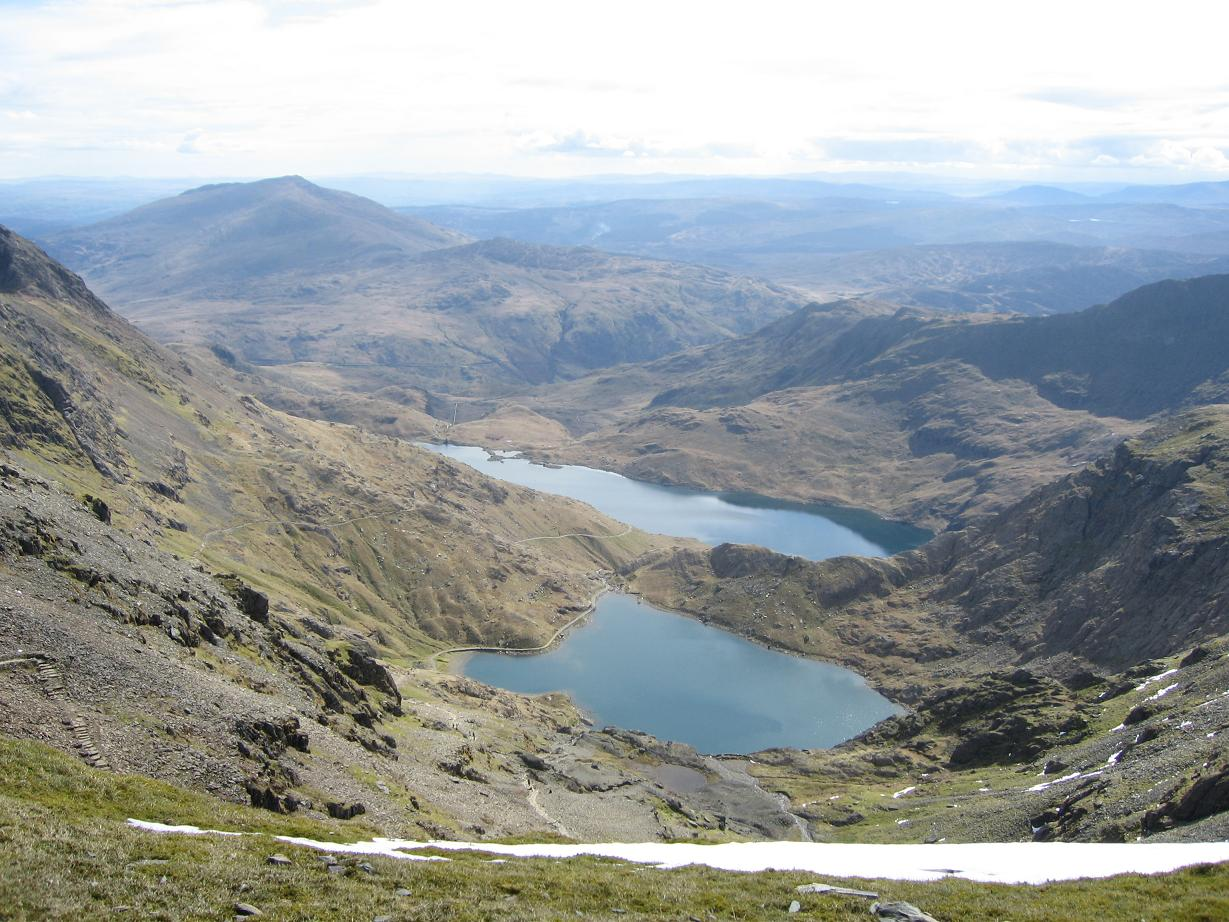
Vue du Llyn Llydaw et du Glaslyn depuis les pentes du mont Snowdon.

Plusieurs lacs sont nichés dans les cirques glaciaires du massif Snowdon. Le Llyn Llydaw, à 440 mètres d'altitude, s'étend sur 45 hectares dans le Cwm Dyli, un cirque glaciaire à l'est du sommet. Avec 58 mètres de fond, c'est l'un des lacs les plus profonds de Snowdonia. Diverses hypothèses ont été émises sur l'origine de son nom, allant de lludw, signifiant « cendre » en raison des dépôts le long de ses rives, à Llydaw qui désigne la Bretagne. Les eaux du lac sont sensiblement colorées par les rejets de la mine de cuivre située à proximité. Elles sont utilisées par la station hydroélectrique de Cwm Dyli. Le Glaslyn est perché à 600 mètres d'altitude, en amont du Llyn Llydaw, et s'étend sur 7,3 hectares, pour une profondeur de 39 mètres. Il a autrefois porté le nom de Llyn y Ffynnon Glas. Il était réputé sans fond et a fait l'objet de nombreuses légendes. Le Llyn Ffynnon-y-gwas se trouve à 440 mètres d'altitude et occupe 4 hectares dans le Cwm Treweunydd, un cirque au nord-ouest du Snowdon. Il est dominé par le Snowdon Ranger Path. Il a un temps été élargi par endiguement afin de constituer un réservoir pour les carrières d'ardoise mais son niveau a depuis été rabaissé et son volume atteint 24 000 m3. Les autres lacs notables sont le Llyn Du'r Arddu, à 579 mètres d'altitude sous les falaises de Clogwyn Du'r Arddu, et le Llyn Teyrn, à 377 mètres d'altitude au-dessus du Pen-y-Pass, chacun faisant deux hectares.
Ces lacs alimentent trois petits fleuves : l'Afon Rhythallt au nord, l'Afon Gwyrfai à l'ouest et l'Afon Glaslyn au sud-est, qui est rejoint par le torrent Afon Colwyn.

### Géologie
Les roches qui constituent le mont Snowdon et ses environs ont été formées au cours de l'Ordovicien. À cette époque, l'essentiel de la région composant le pays de Galles se trouve en bordure d'Avalonia, submergé sous l'ancien océan Iapétus. Ainsi, la base du massif Snowdon est composée d'ardoise, de meulière, de mudstone et de siltstone. Des fossiles marins peuvent se trouver dans leurs couches supérieures. Entre 458 et 457 millions d'années BP, une caldeira se forme et rejette des nuées ardentes. Les cendres, en se déposant au sol et en se compactant, se transforment en tuf rhyolitique d'une épaisseur pouvant atteindre 500 mètres. L'actuel sommet se trouve près du rebord septentrional de l'ancienne caldeira, dont les dimensions ne sont pas clairement connues mais qui s'étendait jusqu'au Moel Hebog au sud-ouest.

### Climat
Le pays de Galles est soumis à un climat océanique avec des masses d'air dominantes d'ouest amenant des températures modérées, des précipitations importantes et un taux d'humidité élevé accompagné de brouillard fréquent, notamment en altitude. La région du Snowdon, située près de la côte, connaît une des amplitudes thermiques les plus faibles entre l'hiver et l'été au pays de Galles ; sur ses pentes, les températures moyennes annuelles y sont parmi les plus faibles. Elles possèdent également un des climats les plus humides de Grande-Bretagne, avec des hauteurs de précipitations dépassant 4 000 millimètres par an en moyenne selon des mesures du début du XXe siècle. Ces précipitations se produisent fréquemment sous forme neigeuse, ce qui a valu son nom en anglais au sommet. Ainsi, à la même époque, la neige était présente vingt à trente jours par an au sommet. Toutefois, malgré une variation naturelle annuelle importante, une diminution de 55 % des chutes de neige a été constatée entre 1994 et 2004. L'ensoleillement annuel est de l'ordre de 1 350 heures.
| Mois                                            | jan.     | fév.     | mars     | avril    | mai      | juin     | jui.     | août     | sep.     | oct.     | nov.     | déc.     | année    |
| ----------------------------------------------- | -------- | -------- | -------- | -------- | -------- | -------- | -------- | -------- | -------- | -------- | -------- | -------- | -------- |
| Température minimale moyenne (°C)               | −4,9     | −4,1     | −4,3     | −0,3     | −0,9     | 0,5      | 4,9      | 1        | −0,2     | −0,8     | −1,3     | −5,1     |          |
| Température moyenne (°C)                        | −3,3     | −0,7     | −0,5     | 2,1      | 3,5      | 6,8      | 9,2      | 9,9      | 7,3      | 3,8      | 1,9      | −1       | 3,3      |
| Température maximale moyenne (°C)               | −1,2     | 0,9      | 3,8      | 3,5      | 6,4      | 10,6     | 14,4     | 16,7     | 11,3     | 6,4      | 3        | 2,3      |          |
| Record de vent (km/h) date du record            | 173 1995 | 190 1995 | 166 1997 | 144 1999 | 138 2002 | 142 1998 | 130 1995 | 112 1994 | 147 1994 | 168 2002 | 163 1996 | 187 1994 | 190 1995 |
| Précipitations (mm)                             | 134,5    | 139,3    | 121,8    | 129,1    | 120,9    | 92,3     | 73,7     | 105,5    | 130,8    | 185,8    | 164,3    | 94       | 1 491,8  |
| Nombre de jours avec précipitations             | 20,7     | 9,3      | 10,3     | 17       | 21       | 19       | 20       | 19,8     | 23       | 25,7     | 24,3     | 16,4     | 226,4    |
| dont nombre de jours avec précipitations ≥ 5 mm | 10       | 4,7      | 4,3      | 7,7      | 7,7      | 5,9      | 5,1      | 6        | 7,4      | 11,2     | 9,9      | 6,6      | 86,3     |

| Diagramme climatique                                  |              |              |              |              |             |             |            |               |              |            |           |
| J                                                     | F            | M            | A            | M            | J           | J           | A          | S             | O            | N          | D         |
| −1,2−4,9134,5                                         | 0,9−4,1139,3 | 3,8−4,3121,8 | 3,5−0,3129,1 | 6,4−0,9120,9 | 10,60,592,3 | 14,44,973,7 | 16,71105,5 | 11,3−0,2130,8 | 6,4−0,8185,8 | 3−1,3164,3 | 2,3−5,194 |
| Moyennes : • Temp. maxi et mini °C • Précipitation mm |              |              |              |              |             |             |            |               |              |            |           |

### Faune et flore

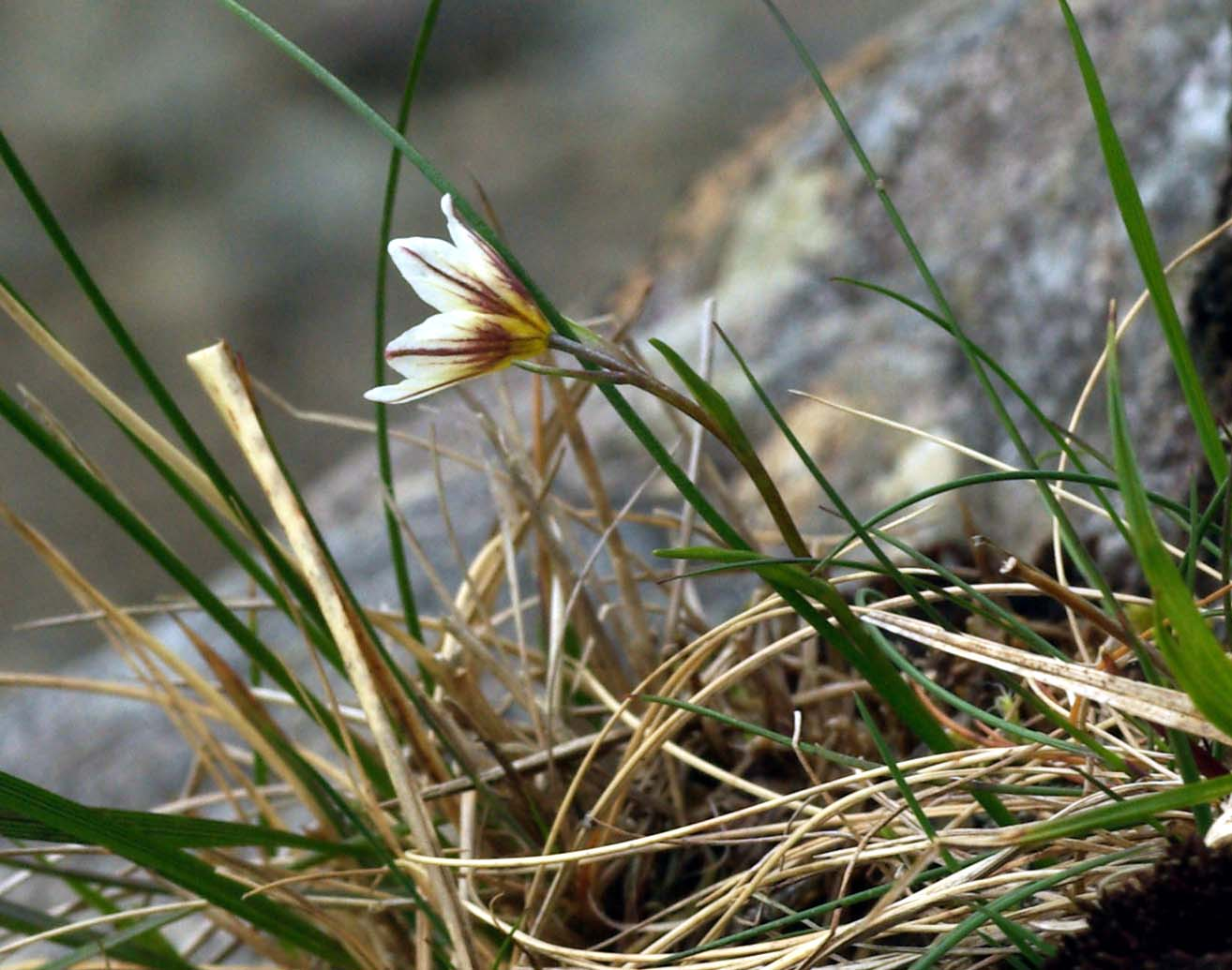
Lloydia serotina, le Lys du Snowdon, sur les pentes du sommet.

Le mont Snowdon abrite des espèces rares en Grande-Bretagne. La plus connue est Lloydia serotina, le Lys du Snowdon, qui est aussi présent dans les Alpes et en Amérique du Nord. Il a été identifié pour la première fois au pays de Galles par Edward Lhuyd et a été nommé en son honneur par Richard Anthony Salisbury. D'autres espèces arctico-alpines se rencontrent près du sommet : Arabis petraea, Cerastium alpinum ou Céraiste des Alpes, Saxifraga bryoides, Saxifraga oppositifolia ou Saxifrage à feuilles opposées, Saxifraga stellaris ou Saxifrage étoilée, Saxifraga nivalis ou Saxifrage des neiges, Asplenium trichomanes ou Doradille chevelue, Salix herbacea ou Saule herbacé, Silene acaulis ou Silène acaule, Thalictrum alpinum, Asplenium viride ou Capillaire vert, Rhodiola rosea ou Orpin rose, ou encore Cystopteris fragilis ou Cystoptère fragile,. Le Drosera à feuilles rondes (Drosera rotundifolia) est une plante insectivore présente sur le versant occidental du Snowdon,,. La Potentille dressée (Potentilla erecta) est une plante commune. L'Allosore crépu (Cryptogramma crispa) est une fougère adaptée aux éboulis,, tout comme le sont le Lycopode sélagine (Huperzia selago), la mousse Racomitrium lanuginosum et l'hépatique Diplophyllum albicans. Il est possible d'y récolter des myrtilles (Vaccinium myrtillus) mais elles ne doivent pas être confondues avec la Camarine noire (Empetrum nigrum),. Quelques herbacées poussent également dans les sols rocheux, notamment la Canche flexueuse (Deschampsia flexuosa) et la Fétuque des moutons (Festuca ovina), ainsi que la Bruyère callune (Calluna vulgaris). Plus bas pousse une grande variété de plantes à fleurs : la Digitale pourpre (Digitalis purpurea), le Gaillet du Hartz (Galium saxatile), la Bruyère cendrée (Erica cinerea), l'Ajonc de Le Gall (Ulex gallii), l'Angélique des bois (Angelica sylvestris), l'Alchémille glabre (Alchemilla glabra), le Solidage verge d'or (Solidago virgaurea), l'Oxyrie à deux stigmates (Oxyria digyna) et des espèces de polygales (Polygala sp.),. Le Scirpe cespiteux (Trichophorum cespitosum), la Molinie bleue (Molinia caerulea), l'andromède (Andromeda polifolia), la Bruyère des marais (Erica tetralix), la Linaigrette vaginée (Eriophorum vaginatum) et la Linaigrette à feuilles étroites (Eriophorum angustifolium) préfèrent les landes humides et les tourbières, le Flûteau nageant (Luronium natans) se développant pour sa part dans les eaux peu profondes des lacs. La Luzule des bois (Luzula sylvatica) se développe dans les anfractuosités des roches et son habitat est fragmenté. Parmi les plantes arbustives de l'étage montagnard figurent le Sorbier des oiseleurs (Sorbus aucuparia), le houx (Ilex aquifolium), le Hêtre commun (Fagus sylvatica) ou encore l'aubépine (Crataegus sp.), dont les branchages abritent la Jacinthe des bois (Hyacinthoides non-scripta) et la Ronce commune (Rubus fruticosus).

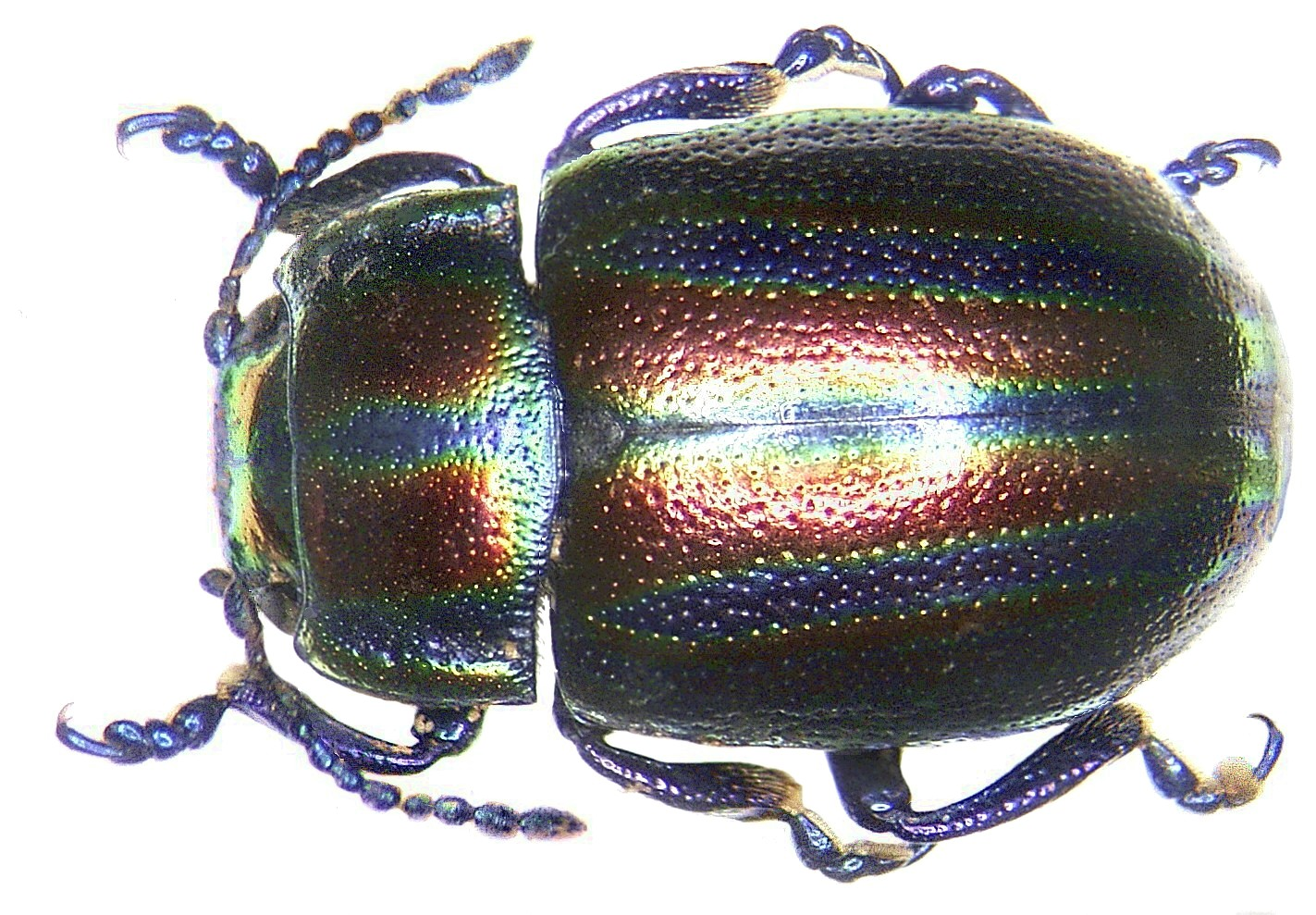
Chrysolina cerealis, la Chrysomèle du Snowdon, bénéficie d'une loi de protection au Royaume-Uni.

Les mammifères les mieux adaptés à l'habitat d'altitude du Snowdon sont le Blaireau européen (Meles meles), le Rat brun (Rattus norvegicus), la Chèvre sauvage (Capra aegagrus subsp. hircus), le Campagnol agreste (Microtus agrestis), le Renard roux (Vulpes vulpes), la Loutre d'Europe (Lutra lutra) et l'hermine (Mustela erminea). Le Crave à bec rouge (Pyrrhocorax pyrrhocorax), le Merle à plastron (Turdus torquatus), le Faucon pèlerin (Falco peregrinus) et le Pluvier guignard (Charadrius morinellus) survolent fréquemment le sommet tandis qu'un couple de Balbuzards pêcheurs (Pandion haliaetus) a été réintroduit autour du Glaslyn. Le Traquet motteux (Oenanthe oenanthe) et le Pipit farlouse (Anthus pratensis) se rencontrent dans des milieux ouverts mais à plus basse altitude, l'Alouette des champs (Alauda arvensis),, le Busard Saint-Martin (Circus cyaneus), le Faucon émerillon (Falco columbarius), le Pluvier doré (Pluvialis apricaria) et le Hibou des marais (Asio flammeus) étant confinés aux tourbières. Les landes et prairies alpines abritent des espèces rares et menacées d'arthropodes, parmi lesquelles Chrysolina cerealis ou Chrysomèle du Snowdon, mais aussi Nebria nivalis, Leistus montanus, Pontania crassipes et Micaria alpina, alors que le Fadet des tourbières Coenonympha tullia vit dans les milieux humides. Les lacs glaciaires sont peu riches en plancton mais sont importants pour la survie des éphéméroptères et des trichoptères ; ils sont peuplés de Truites de lac (Salmo trutta) et d'Ombles chevaliers (Salvelinus alpinus), ainsi que du bivalve Pisidium conventus.

## Histoire
Le Llyn Llydaw présente des traces d'habitat sous la forme de crannogs et recelait un monoxyle de trois mètres de longueur pour soixante centimètres de largeur dont la découverte a fait l'objet d'une description dans le Cambrian Journal en 1862.
La première ascension officielle du Snowdon est l'œuvre du botaniste Thomas Johnson en 1639. Pourtant, au XVIIIe siècle, l'historien gallois Thomas Pennant mentionne des « célébrations triomphales au sommet, ou au moins très haut, sur ce chef de nos montagnes » qui auraient suivi la conquête du pays de Galles par Édouard Ier en 1284, signalant par-là d'éventuelles ascensions antérieures.
En 1682, une première étude estime l'altitude du Snowdon à 3 720 pieds, soit 1 130 mètres. En 1773, Thomas Pennant fait mention d'une autre estimation à 3 568 pieds au-dessus du niveau de la mer à Caernarfon, soit 1 088 mètres.
Le peintre William Turner réalise en 1799-1800 une aquarelle Nant Peris, regardant vers Snowdon, conservée à la Tate Britain à Londres
Au XIXe siècle, les ressources minières de la montagne sont intensivement exploitées. Le cuivre, le zinc et le plomb, mais aussi l'ardoise sont extraits de carrières sur ses flancs. Le produit de ces mines est transporté par rail ou avec des plans inclinés jusque dans les vallées et vers la mer.
Le premier bâtiment à proximité du sommet est érigé en 1838 afin d'y vendre des boissons rafraîchissantes. Une licence autorisant la vente d'alcool est obtenue sept ans plus tard. Le Snowdon Mountain Railway est construit entre décembre 1894, date à laquelle Enid Assheton-Smith, en l'honneur de qui est nommée la locomotive numéro 2, donne le premier coup de pelle du projet, et février 1896, pour un coût total de 63 800 £ de l'époque (équivalent à 5 474 000 £ de 2012). Un hôtel est alors bâti au niveau du terminus, près du sommet. Il est remplacé en 1935 par un restaurant conçu par Sir Clough Williams-Ellis, qui est plus tard transformé en café puis en boutique de souvenirs. En raison de son état de délabrement avancé, le bâtiment est qualifié par Charles, prince de Galles, de « plus haut bidonville du pays de Galles ». En avril 2006, les autorités du parc Snowdonia avec le soutien de la Snowdonia Society décident de commencer les travaux pour un nouveau café et centre d'accueil touristique. Six mois plus tard, l'ancien bâtiment est pratiquement rasé.

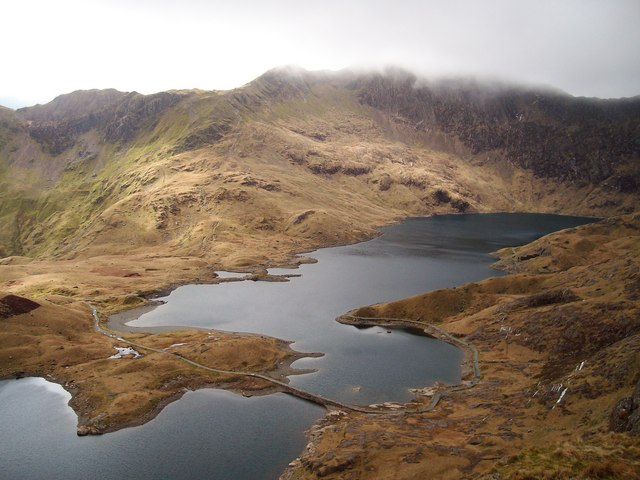
Vue du Llyn Llydaw traversé par la chaussée à son extrémité nord-est.

Une chaussée est aménagée en 1853 à l'extrémité nord-est du Llyn Llydaw, avant d'être surélevée au XXe siècle afin d'éviter qu'elle soit fréquemment submergée en cas d'inondation. La centrale hydroélectrique de Cwm Dyli, utilisant les eaux du lac, est construite en 1906. Elle est toujours en usage un siècle plus tard.

## Activités
Chaque année, 350 000 personnes se rendent au sommet du mont Snowdon. Il a été décrit comme étant « probablement la montagne la plus fréquentée de Grande-Bretagne ».

### Randonnée
Le Snowdon, en tant que point culminant du pays de Galles, fait partie du National Three Peaks Challenge (littéralement « challenge des trois pics nationaux ») incluant le Ben Nevis en tant que plus haut sommet d'Écosse et le Scafell Pike en tant que point culminant de l'Angleterre.

Carte du massif Snowdon avec les principaux itinéraires menant au sommet.

Plusieurs sentiers bien entretenus mènent au sommet depuis chacun des versants et peuvent être enchaînés de diverses manières. Le tracé circulaire à partir du Pen-y-Pass passant par le Crib Goch, le Garnedd Ugain, le Snowdon et Y Lliwedd est appelé Snowdon Horseshoe (littéralement « fer à cheval du Snowdon »). Il est considéré comme l'« une des plus belles randonnées sur crêtes de Grande-Bretagne ». Les itinéraires suivants sont présentés dans l'ordre antihoraire, en commençant par le sentier de Llanberis. Au cours de l'hiver, tous deviennent sensiblement plus dangereux, si bien que de nombreux randonneurs inexpérimentés sont morts en tentant de gravir le sommet par les itinéraires principaux.

#### Llanberis Path

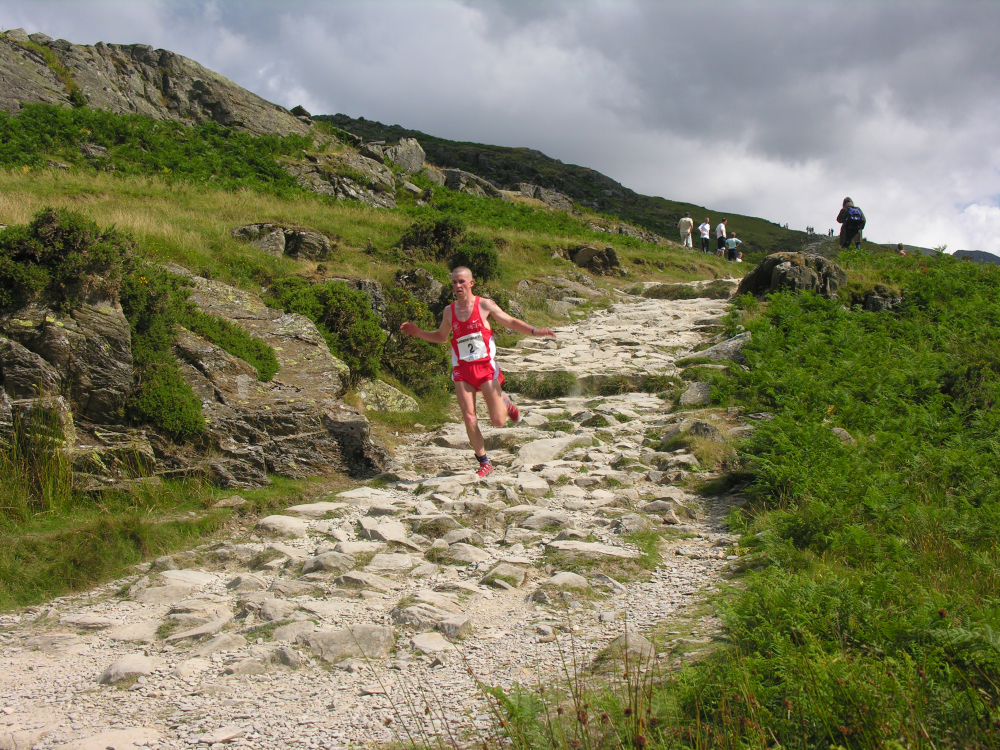
Tim Davis à la descente lors de sa victoire dans la Snowdon Race en 2005.

Le Llanberis Path (littéralement « chemin de Llanberis ») est le plus long sentier menant au sommet et présente les plus faibles déclivités. Il suit le tracé du Snowdon Mountain Railway et est considéré comme le plus facile et le moins intéressant de tous les sentiers. Il est emprunté annuellement par la course du Snowdon (Snowdon Race), dont le record au sommet a été établi sous la barre des quarante minutes et 1 h 2 min 29 s aller-retour en 1985.
La portion parallèle à la voie ferrée près du sommet a été surnommée « Killer Convex » (le « convexe tueur »). En effet, lorsque les pentes sont particulièrement verglacées, les randonneurs imprudents peuvent glisser et être propulsés au pied des falaises de Clogwyn Du'r Arddu. Quatre personnes sont mortes dans ces conditions en février 2009,.

#### Snowdon Ranger Path

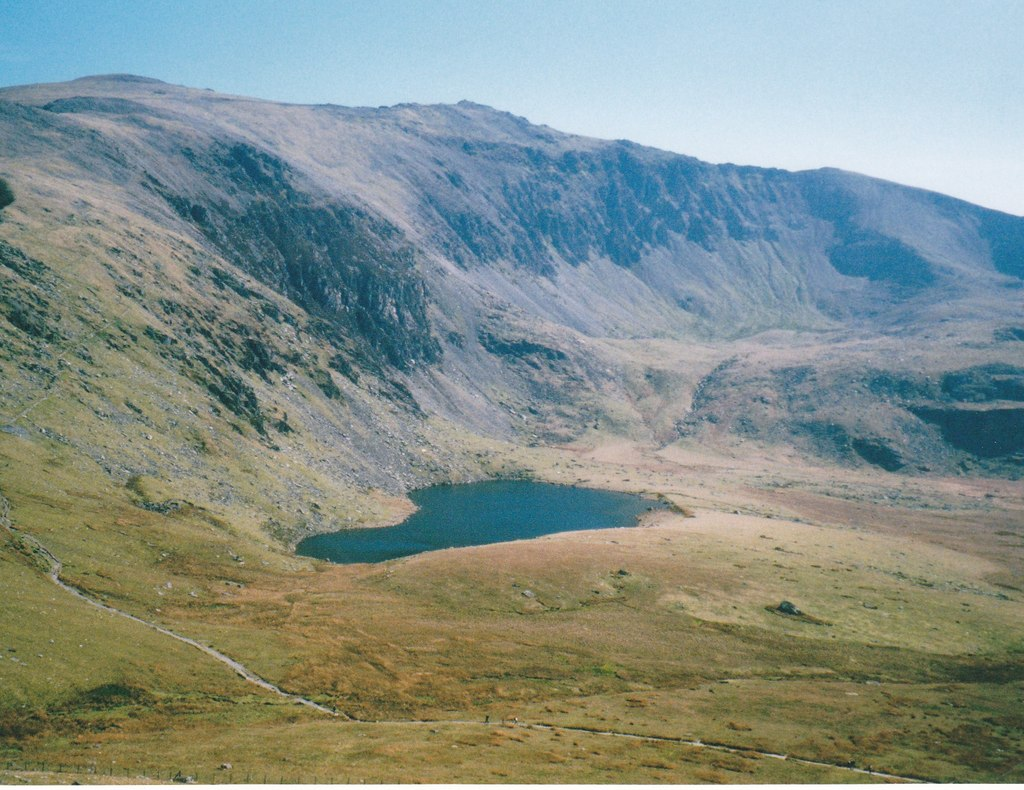
Vue du Llyn Ffynnon-y-gwas dans le Cwm Treweunydd, traversé par le Snowdon Ranger Path (en bas et à gauche de l'image) au moment où son tracé devient plus raide.

Le Snowdon Ranger Path (littéralement « chemin du garde forestier du Snowdon ») commence à l'auberge de jeunesse près du Llyn Cwellyn, qui est desservie par la route A 4085 et la gare ferroviaire Snowdon Ranger, à l'ouest de la montagne. L'établissement portait le nom de Saracen's Head Inn mais a été rebaptisé après son acquisition par le guide de montagne John Morton. Il s'agit probablement du plus ancien sentier vers le sommet.
Il débute par une série de lacets à travers des prairies verdoyantes avant d'atteindre une zone de tourbières moins pentue au niveau du Ffynnon-y-gwas. Le sentier grimpe ensuite en direction du Bwlch Cwm Brwynog puis serpente le long de l'arête au-dessus de Clogwyn Du'r Arddu vers le sommet. Il est traversé par le Snowdon Mountain Railway puis rejoint successivement, en une très courte distance, par le Llanberis Path, le Crib Goch Path et les Pyg et Miners' Track combinés.

#### Rhyd Ddu Path
Le Rhyd Ddu Path (littéralement « chemin de Rhyd Ddu »), aussi appelé Beddgelert Path, relie de manière aisée le petit village éponyme à l'ouest du sommet à la large arête de Llechog. Il est considéré comme l'un des sentiers les plus faciles vers le Snowdon, avec l'avantage de toujours présenter le sommet en ligne de mire ; il est pourtant l'un des moins empruntés. Il grimpe avec une faible déclivité jusqu'à Bwlch Main, légèrement au sud-ouest du sommet, où la pente devient un peu plus rude pendant quelques centaines de mètres après avoir rencontré le Watkin Path, au croisement duquel est érigée une pierre dressée. Un départ alternatif se trouve au site de Pitt's Head sur la route A 4085.

#### Watkin Path

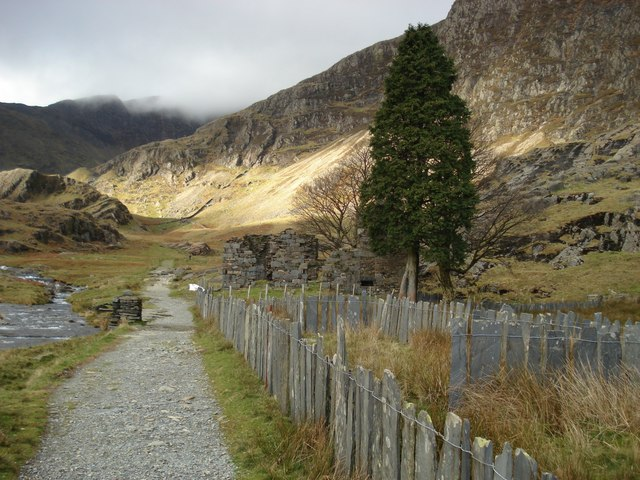
Vue de Plas Cwmllan (à droite) et Gladstone Rock (à gauche) dans le Cwm Llan, dans l'axe du Watkin Path.

Le Watkin Path (littéralement « chemin de Watkin ») est le sentier le plus technique menant directement au sommet puisqu'il dispose du point de départ le plus bas. Il a été conçu par Edward Watkin, un propriétaire de chemin de fer qui tente, à la fin du XIXe siècle, de construire un tunnel ferroviaire sous la Manche, et qui possède une résidence secondaire dans le Nant Gwynant près du point de départ du sentier. Celui-ci est initialement calibré pour servir de chemin muletier et ouvre en 1892.
Le début du sentier est décrit comme « le plus joli départ » de tous les itinéraires menant au Snowdon. Il part de Bethania sur la route A 498 et grimpe d'abord à travers de vieux bois de feuillus. À leur sortie, le sentier longe les cascades de l'Afon Llan et débouche dans le cirque de Cwm Llan après avoir franchi les restes du plan incliné d'une carrière d'ardoise abandonnée. Il atteint ensuite Plas Cwmllan, l'ancienne demeure des responsables de la carrière pour le compte de South Snowdon Slate Works, plus tard utilisée par des commandos durant leur entraînement au tir lors de la Seconde Guerre mondiale. À proximité se trouve un rocher appelé Gladstone Rock, qui porte une plaque commémorant un discours donné en 1892 par William Ewart Gladstone en tant que Premier ministre du Royaume-Uni, à l'âge de 83 ans, au sujet de la justice pour le pays de Galles. L'extraction de l'ardoise au Cwm Llan s'est déroulée de 1840 à 1882 mais a dû être arrêtée en raison des coûts de transport jusqu'au port de Porthmadog. Les restes de divers bâtiments, incluant des baraquements et des vestiaires, subsistent. Par la suite, le sentier bifurque vers le nord-est pour atteindre Bwlch Ciliau, le col entre le Snowdon et Y Lliwedd, qui est marqué par la présence d'un gros cairn de couleur brun-orangé. Il prend alors la direction de l'ouest pour rencontrer le Rhyd Ddu Path au niveau de la pierre dressée sous le sommet.
Des scènes du film Carry On... Up the Khyber ont été tournées en 1968 dans la partie inférieure du sentier, censée représenter la passe de Khyber. En 2005, une des actrices, Angela Douglas, a dévoilé une plaque à l'endroit précis où le film s'est déroulé afin de commémorer les lieux du tournage et d'intégrer le site au North Wales Film and Television Trail (littéralement « sentier du film et de la télévision en Galles du Nord ») géré par la Wales Screen Commission.

#### Par Y Lliwedd

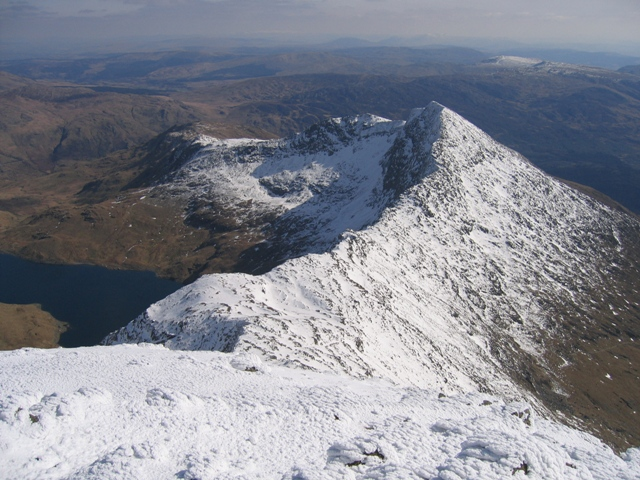
Vue de l'arête acérée du Y Lliwedd, au sud-est du Snowdon, au début du printemps.

L'itinéraire passant par le Y Lliwedd est plus fréquemment emprunté à la descente qu'à la montée et constitue la seconde partie du Snowdon Horseshoe, l'ascension se faisant alors par le Crib Goch. Il est également accessible par le Watkin Path jusqu'au Bwlch y Saethau avant de poursuivre par l'arête menant aux sommets jumeaux du Y Lliwedd. Le sentier plonge ensuite vers le Cwm Dyli pour rejoindre la Miners' Track en direction de Pen-y-Pass.

#### Miners' Track

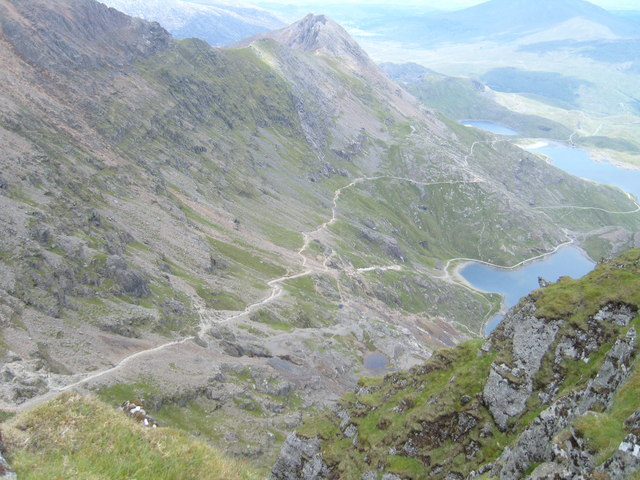
Vue de la jonction entre la Pyg Track (en haut) et la Miners' Track (en bas) au niveau du Glaslyn, sous le Crib Goch.

La Miners' Track débute au parking automobile du Pen-y-Pass, à 350 mètres d'altitude, et constitue l'itinéraire le plus populaire vers le sommet du Snowdon. Il frôle d'abord le Llyn Teyrn avant de s'élever pour franchir la chaussée du Llyn Llydaw. Il longe ensuite les rives du lac puis celles du Glaslyn, d'où il grimpe sensiblement vers le Bwlch Glas. Il est rejoint dans ces lacets par la Pyg Track et, peu avant le sommet, par les Llanberis et Snowdon Ranger Paths. Des bâtiments miniers abandonnés se rencontrent le long de certaines portions de l'itinéraire.

#### Pyg Track

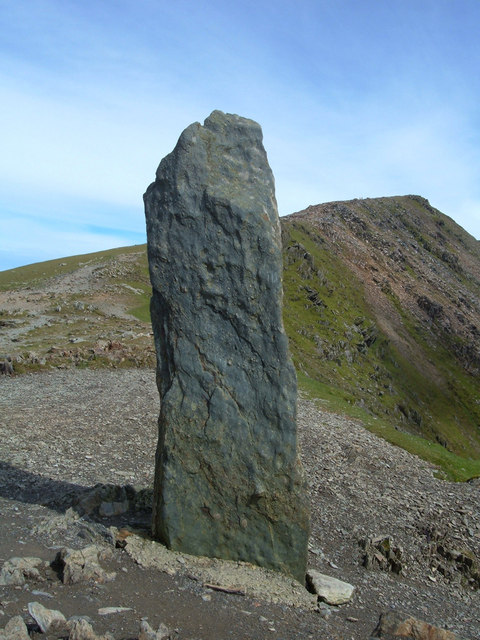
Vue de la pierre dressée marquant le début de la descente de Pyg et Miners' Tracks.

La Pyg Track, aussi orthographiée Pig Track (littéralement « piste du cochon »), débute également au Pen-y-Pass. Elle grimpe dans le Bwlch y Moch sur le versant oriental du Crib Goch, avant d'arpenter la partie inférieure de cette crête. Elle est rejointe au-dessus du Glaslyn par la Miners' Track, où elle serpente vers le Bwlch Glas, entre le Snowdon et le Garnedd Ugain. Concernant son nom, les autorités du parc national Snowdonia écrivent :

« Personne ne sait avec certitude pourquoi ce chemin est appelé Pyg Track. Il est possible qu'il ait été nommé d'après le col qu'il franchit, Bwlch y Moch (ou Pigs' Track, le « col des cochons »), étant donné que le chemin est parfois orthographié Pig Track. Ou peut-être parce qu'il était utilisé pour transporter du pyg (goudron) vers les mines de cuivre du Snowdon. Une autre explication plausible suggère que le chemin a été nommé d'après le proche Pen y Gwryd Hotel, réputé parmi les premiers randonneurs. »

#### Crib Goch Route
La traversée du Crib Goch est l'« une des plus belles randonnées sur crêtes de Grande-Bretagne » et fait partie du Snowdon Horseshoe, un circuit par les sommets dominant le Cwm Dyli. Le sentier emprunte d'abord la Pyg Track avant de s'en détacher au niveau du Bwlch y Moch et de gravir le Crib Goch. Tous les itinéraires qui abordent ce dernier sont considérés du domaine de l'alpinisme ou de la randonnée avec les mains

### Escalade

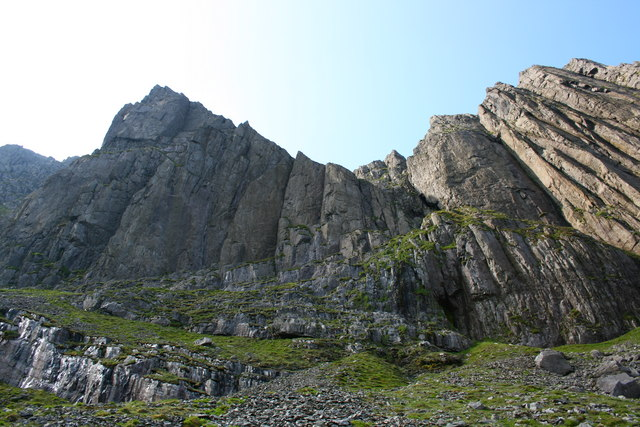
Vue des falaises de Clogwyn Du'r Arddu.

Le massif Snowdon comprend quelques falaises vertigineuses et tient une place importante dans l'histoire de l'escalade au Royaume-Uni. Le site de Clogwyn Du'r Arddu, surnommé Cloggy parmi les grimpeurs, connaît la première ascension officielle de Grande-Bretagne en 1798. Elle est accomplie par deux botanistes, le révérend Peter Williams et William Bingley, alors qu'ils sont à la recherche de plantes rares. Elle est désormais considérée comme une des meilleures falaises de l'île pour l'escalade.
Le Y Lliwedd est également exploré peu de temps après et fait l'objet d'un guide en 1909, The Climbs on Lliwedd par J. M. A. Thompson et A. W. Andrews, un des premiers en la matière en Grande-Bretagne.
Edmund Hillary et ses compagnons se sont entraînés au mont Snowdon durant leurs préparatifs pour effectuer avec succès l'ascension de l'Everest en 1953.

### Autres activités touristiques

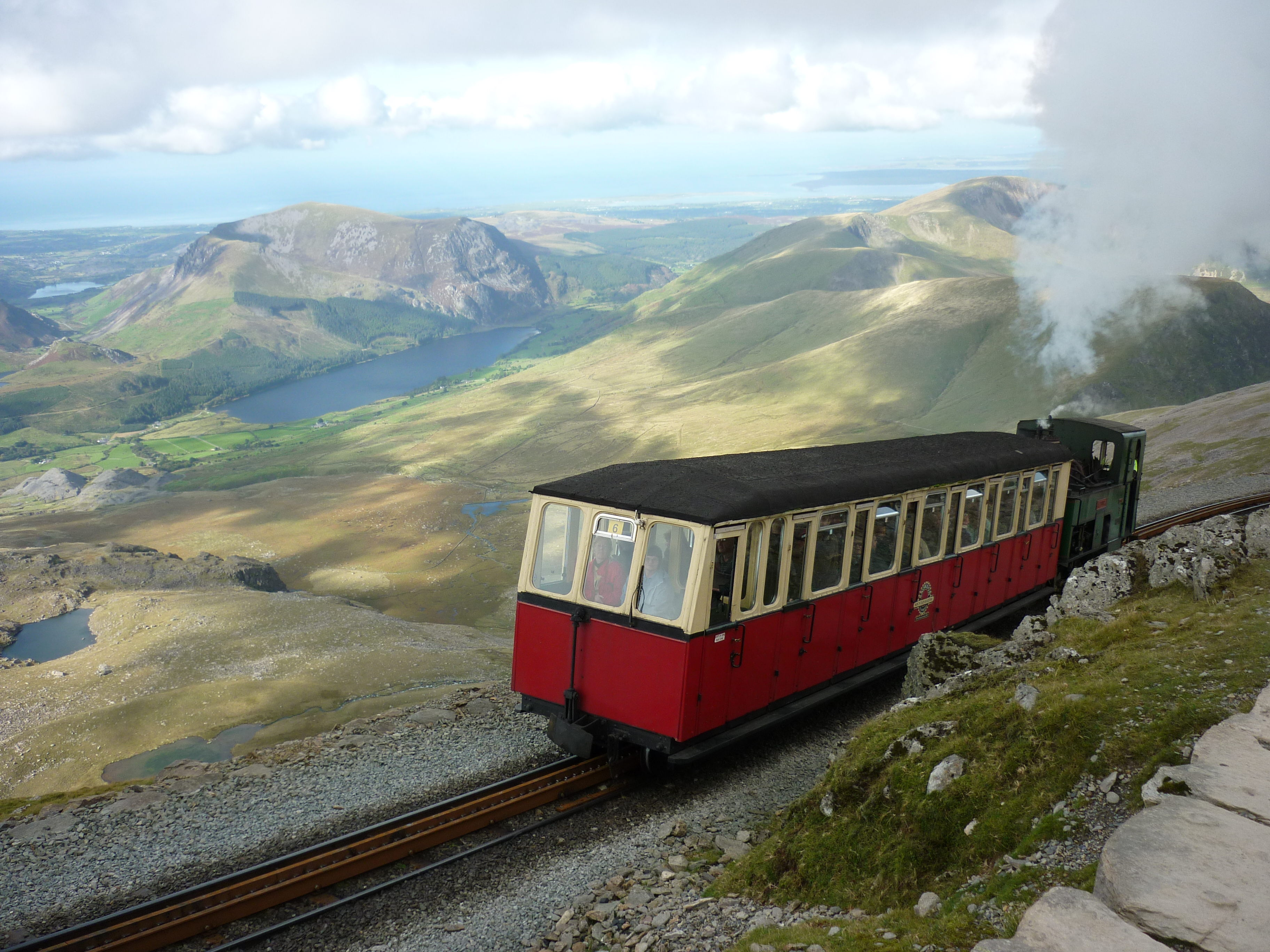
Vue d'un train en approche de la gare sommitale.

Le Snowdon Mountain Railway (en gallois : Rheilffordd yr Wyddfa, littéralement « chemin de fer de montagne du Snowdon ») est un chemin de fer à crémaillère à voie étroite qui relie Llanberis au sommet en une distance de 7,6 kilomètres. Il s'agit du seul train à crémaillère public du Royaume-Uni, et, après plus de cent ans de service, il demeure une attraction touristique populaire. Les trains à wagon unique sont propulsés soit par des locomotives à vapeur soit Diesel. Des autorails et des rames automotrices ont également été utilisés.

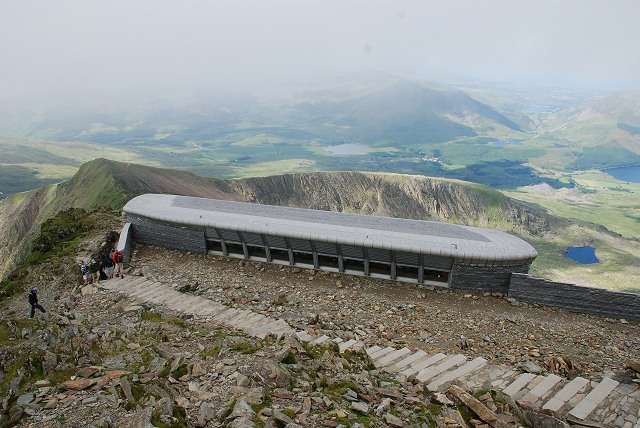
Vue du Hafod Eryri depuis le sommet en 2009.

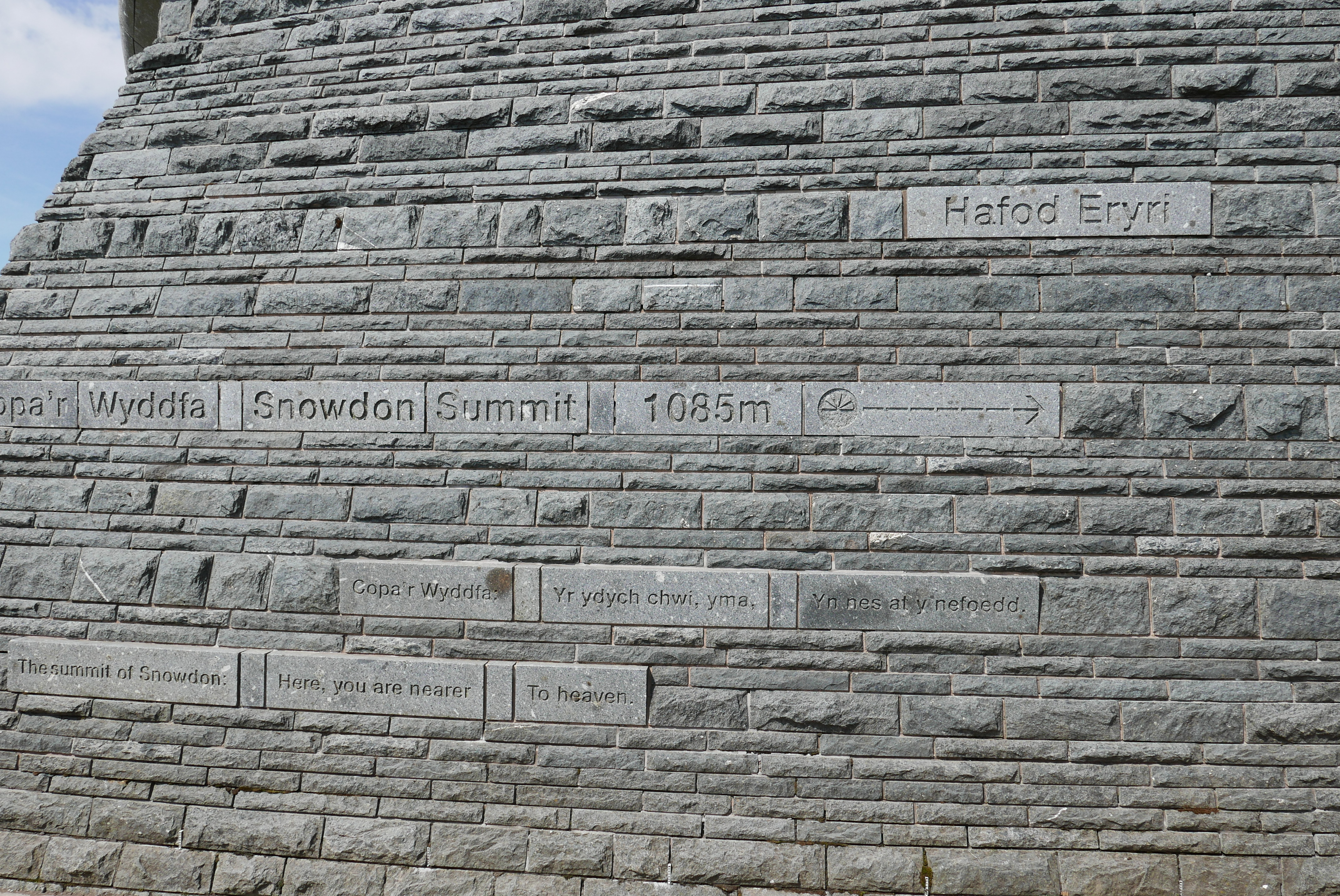
Mur au sommet du mont Snowdon indiquant l'altitude.

Le nouveau centre d'accueil touristique, conçu par le cabinet d'architecture Ray Hole Architects avec l'aide du bureau d'études Arup et bâti par la société de construction Carillion pour un coût total de 8,4 millions de livres, est inauguré le 12 juin 2009 par le Premier ministre gallois Rhodri Morgan. Il remporte le prix du Royal Institute of British Architects l'année suivante. Il est baptisé Hafod Eryri au terme d'un concours lancé par la BBC au cours duquel plusieurs centaines de noms sont proposés, ; Hafod désigne une résidence de montagne tandis qu'Eryri est le nom gallois de Snowdonia. Le poète Gwyn Thomas compose un distique pour le nouveau bâtiment, lequel est gravé à son entrée et figure sur ses fenêtres, à la fois en gallois et en anglais :

« Copa'r Wyddfa: yr ydych chwi, yma, Yn nes at y nefoedd.
The summit of Snowdon: Here you are nearer To Heaven.

(Sommet du Snowdon : vous êtes, ici, plus près du Ciel.) »

### Protection environnementale
Le mont Snowdon fait partie du vaste parc national de Snowdonia. Il a été créé en 1951 et couvre une superficie de 2 131 km2. Par ailleurs, il fait partie d'une zone spéciale de conservation et d'un site d'intérêt scientifique particulier. Sa richesse environnementale, en particulier ses rares espèces de plantes, valent également à son versant oriental d'être classé en réserve naturelle nationale,.

## Dans la culture

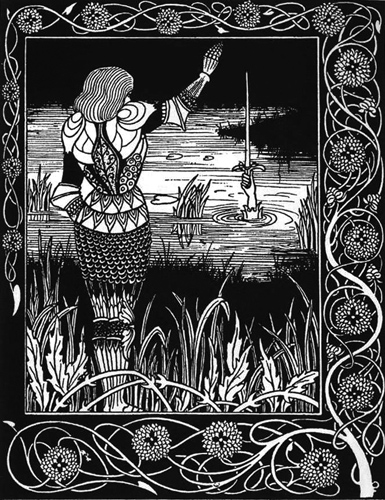
How Sir Bedivere Cast the Sword Excalibur into the Water (littéralement « Comment Sir Bedivere jeta l’Épée Excalibur dans l’eau »), illustration d'Aubrey Beardsley tirée de Le Morte d'Arthur par Thomas Malory, 1894.

D'après la mythologie galloise, le sommet du Snowdon constituerait la tombe du géant Rhitta Gawr. Celui-ci portait une cape faite de poils de barbe humaine et fut tué par le roi Arthur après avoir réclamé la sienne. D'autres sites évoquent la légende arthurienne. Dinas Emrys, un fort de l'âge du fer situé sur un promontoire du versant méridional du Snowdon, est construit par les hommes de Vortigern, figure historique mal-aimée parmi les Celtes, mais s'écroule chaque nuit. On lui conseille alors de sacrifier un jeune garçon sans père afin de conjurer la malédiction. On le trouve à Carmarthen. Celui-ci, du nom de Myrddin Emrys, plus tard connu en tant que Merlin, est amené devant Vortigern. Cependant, il le supplie de l'épargner et lui conseille de creuser la terre jusqu'à un lac, en dessous duquel deux dragons, un rouge pour les Celtes et un blanc pour les Saxons, luttent si férocement qu'ils font s'écrouler les murs. Une fois libérés, ils poursuivent leur combat dans les airs et le fort peut être achevé. C'est là qu'Ambrosius Aurelianus, un des personnages à l'origine de la légende du roi Arthur, aurait trouvé Merlin et l'aurait persuadé de devenir son devin. Bwlch y Saethau, sur l'arête entre le Snowdon et le Y Lliwedd, pourrait être le lieu où Arthur a péri ; un cairn, Carnedd Arthur, y fut érigé et était encore présent en 1850 d'après des témoignages, même si sa trace a disparu. À la demande du roi mortellement blessé, le chevalier de la Table ronde Bedivere restitue Excalibur à la Dame du Lac en la lui lançant dans le Glaslyn. La dépouille d'Arthur est ensuite placée sur une barque pour être transportée à Avalon. Ses hommes se retirent finalement dans une grotte sur les pentes du Y Lliwedd, où ils dormiraient toujours jusqu'à ce qu'on fasse de nouveau appel à eux,. Merlin l'enchanteur aurait caché le trône en or de Bretagne parmi les falaises septentrionales du Crib Y Ddysgl à l'époque de l'invasion saxonne de la Grande-Bretagne.
Le Glaslyn est aussi la dernière demeure d'un monstre marin, l'Afanc (nom gallois du castor), qui a longtemps tourmenté les habitants de la vallée du Conwy. Ces derniers finissent par appâter le monstre avec une jeune fille avant de l'attacher avec des chaînes et de le tirer jusqu'au lac,. Une imposante pierre connue sous le nom de Maen Du'r Arddu, sous les falaises de Clogwyn Du'r Arddu, aurait des propriétés magiques. Comme pour plusieurs autres sites du pays de Galles, si deux personnes passent la nuit à proximité, l'un deviendrait un grand poète et l'autre fou. Le Llyn Coch, dans le Cwm Clogwyn, a été associé aux fées Tylwyth teg, notamment une version de la fée du mariage.